# Sayed Pervez Kambaksh
Sayed Pervez Kambaksh, né le 24 juillet 1984, est un étudiant afghan en journalisme qui a été condamné à mort pour avoir téléchargé et distribué un rapport critiquant le traitement des femmes sous la loi islamique.

## Biographie
À l'automne 2007, Kambaksh est étudiant à la Balkh University et journaliste pour le quotidien Jahan-e-Naw (Nouveau monde). Le 27 octobre 2007, Kambaksh est arrêté par la police au motif de « blasphème et distribution de documents diffamatoires envers l'islam ». Les autorités affirment que Kambaksh faisait circuler des écrits postés sur Internet par Arash Bikhoda (Arash l'athée). Dans ces écrits, Bikhoda critique le traitement réservé aux femmes par la loi islamique.

## Procès
Le 22 janvier 2008, le tribunal de première instance de Mazar-e-Sharif condamne Kambaksh à la peine de mort pour « blasphème et distribution de textes diffamatoires envers l'islam ». Le président de la cour déclare : « Il a insulté le prophète Mohamed. Il l'a traité de meurtrier et d'homme à femmes ». Le tribunal s'appuie sur les aveux de Kambaksh, aveux que l'accusé déclare avoir faits sous la torture. Un tribunal religieux le déclare coupable de blasphème. Le Sénat afghan vote une motion confirmant la condamnation à mort le 30 janvier 2008. La motion fut ensuite retirée sous la pression internationale, octroyant à Kambaksh le droit de faire appel de la sentence.
En octobre 2008, la cour d'appel de Kaboul maintient la condamnation, tout en commuant la peine de mort en vingt années d'emprisonnement,.
Du 11 au 12 février 2009, saisie par Kambaksh, la Cour suprême confirme la décision de la cour d'appel.
Fin août 2009, le président Hamid Karzai accorde l'amnistie à Kambaksh, et celui-ci peut quitter l'Afghanistan.